# اولوفستورپ
اولوفستورپ (به سوئدی: Olofstorp) یک منطقهٔ مسکونی در سوئد است که در بخش یوتبری واقع شده‌است. اولوفستورپ ۲٫۵۱ کیلومتر مربع مساحت و ۳٬۳۷۸ نفر جمعیت دارد.